# Glenwood, Iowa
Glenwood là một thành phố thuộc quận Mills, tiểu bang Iowa, Hoa Kỳ. Năm 2010, dân số của thành phố này là 5269 người.

## Dân số
Dân số qua các năm:
- Năm 2000: 5358 người.
- Năm 2010: 5269 người.